# Prisoners (film 1929)
Prisoners è un film del 1929 diretto da William A. Seiter.
Prodotto da Walter Morosco per la Warner Bros., fu girato muto ma vi vennero aggiunte scene parlate con il nuovo sistema Vitaphone che consisteva nell'utilizzo di tracce sonore registrate su disco sincronizzate alle immagini durante la proiezione.

## Produzione
Il film fu prodotto dalla Walter Morosco Productions per WB.

## Distribuzione
Distribuito dalla Warner Bros. Pictures (con il nome First National Pictures), il film uscì nelle sale statunitensi il 19 maggio 1929.

### Data di uscita
- USA	19 maggio 1929
- Finlandia	19 maggio 1930

Alias
- I aihmalotos 	Grecia